# Хьюстон, Эндрю Джексон
Эндрю Джексон Хьюстон (англ. Andrew Jackson Houston; 21 июня 1854, Индепенденс, Техас — 26 июня 1941, Балтимор, Мэриленд) — американский политик, сенатор США от штата Техас, член демократической партии, сын известного политического и военного деятеля Сэма Хьюстона.

## Биография
Эндрю Джексон Хьюстон родился в Индепенденсе (штат Техас) 21 июня 1854 года в семье Сэма Хьюстона и Маргарет Ли Хьюстон. Он был назван в честь Эндрю Джексона, 7-го президента США, друга и наставника Сэма Хьюстона. 
После окончания школы Эндрю Джексон Хьюстон учился в различных военных академиях и колледжах, включая Бейлорский университет. Он получил право адвокатской практики в 1876 году в Тайлере (штат Техас) и работал клерком в суде Северного округа Техаса с 1879 по 1889 год. 
В 1892 году он был кандидатом на пост губернатора Техаса от движения Lily-White, но практически не имел шансов на победу на выборах. 
В 1902 году президент США Теодор Рузвельт назначил Эндрю Джексона Хьюстона федеральным маршалом в Восточном Техасе — в этой должности он проработал до 1910 года. В 1910 и 1912 годах его выдвигали в губернаторы Техаса от прогибиционистской партии, но опять без особых шансов на успех. После этого он опять вернулся к адвокатской практике в Бомонте.
C 1924 по 1941 год Эндрю Джексон Хьюстон являлся руководителем («суперинтендантом» — англ. superintendent) исторического парка Сан-Хасинто — парка штата Техас на месте битвы при Сан-Хасинто. 
В 1938 году Эндрю Джексон Хьюстон опубликовал книгу «Texas Independence» (с англ. — «Независимость Техаса») о роли своего отца Сэма Хьюстона в войне за независимость Техаса. 
После смерти сенатора США от Техаса Морриса Шеппарда, последовавшей 9 апреля 1941 года, необходимо было назначить временного сенатора до истечения срока полномочий Шеппарда. Тогдашний губернатор Техаса Уилберт Ли О’Дэниел, который впоследствии хотел сам занять сенаторский пост, предложил назначить Эндрю Джексона Хьюстона, которому на тот момент было почти 87 лет и который на момент принятия присяги стал самым старым сенатором в истории США. Хьюстон действительно поехал в Вашингтон через несколько недель после своего назначения, но скончался 26 июня 1941 года в госпитале Балтимора после одного из заседаний.
Эндрю Джексон Хьюстон был дважды женат — на Кэрри Пёрнелл (Carrie G. Purnell), скончавшейся в 1884 году, и на Элизабет Харт Гуд (Elizabeth Hart Good), скончавшейся в 1907 году. У него было две дочери.
Эндрю Джексон Хьюстон похоронен на кладбище штата Техас.